# Pamiętnik księżniczki (film)
Pamiętnik księżniczki – amerykański film fabularny z 2001 roku, ekranizacja popularnej książki. Powstał sequel filmu – Pamiętnik księżniczki 2: Królewskie zaręczyny.

## Obsada
- Anne Hathaway – Mia Thermopolis
- Julie Andrews – Królowa Clarisse Renaldi
- Héctor Elizondo – Joe
- Heather Matarazzo – Lilly Moscovitz
- Caroline Goodall – Helen
- Terry Wayne – Clark
- Erik von Detten – Josh Bryant
- Patrick Flueger – Jeremiah Hart
- Kathleen Marshall – Charlotte Kutaway
- Mandy Moore – Lana Thomas
- Robert Schwartzmann – Michael Moscovitz

## O filmie
Główną bohaterką filmu jest nastoletnia Mia Thermopolis, typowa uczennica amerykańskiego liceum. Mia, jak każda nastolatka, miewa swoje problemy. Dziewczyna jest niezbyt piękna, nieszczęśliwie zakochana w Joshu, chłopaku ze szkoły, ma fatalne wyniki z algebry, a jej matka spotyka się z nauczycielem algebry. Któregoś dnia świat Mii staje na głowie: babcia oznajmia jej, że jej ojciec był księciem Genovii, a że jej ojciec nie żyje, to ona jest następcą tronu. Z tą wiadomością zmienia się całe jej życie: nowa fryzura, bale, przemówienia i szpiegująca ją prasa i media. Mia postanawia zrzec się tronu, ale kiedy babcia daje jej prezent od ojca, zmienia zdanie.

## Box office
| Świat | US$ 165,335,153 |